# Neuropedagogia
La neuropedagogia "è una nuova scienza dell'apprendimento, dell'educazione e della personalità fondata sulla dialettica del biologico e del sociale, una scienza che integra gli aspetti biologici della neurologia e quelli socio-educativi della pedagogia, alla luce dei processi storici, valoriali, filosofici, morali e spirituali; una scienza che tiene conto anche degli effetti dei rapporti di potere e dello sfruttamento sull'uomo da parte dell'uomo" (citazione)

## Contributi epistemologici
L'approccio neuropedagogico, partendo dai presupposti della pedagogia scientifica antropologica di Maria Montessori, trova naturale continuità nella pedagogia dei gesti mentali di Antoine de La Garanderie e nei presupposti neuroscientifici di Antonio Damasio.
Dall'incontro con la disalienistica antropoevolutiva di Antonietta Bernardoni, la neuropedagogia diventa antropoevolutiva, una nuova scienza della mente e della personalità umana che ha come scopo anche l'evoluzione e la condivisione di una nuova morale, la coscienza di specie, tra i membri della specie umana.
"Esistono alterazioni del comportamento, collegate in maniera scientificamente accertata o accertabile - con alterazioni acute o croniche del sistema nervoso centrale: esse sono di pertinenza di una branca medica denominata neurologia. Pur essendo talvolta in grado di fornire spiegazioni esaurienti relative alle cause, ai meccanismi di insorgenza, al decorso, alla prognosi, nonché ad eventuali terapie farmacologiche o dietetiche, la neurologia dovrebbe - a nostro parere - tener in maggior conto i risultati ottenuti dalle scienze dell'apprendimento e dell'educazione, intese nel senso più profondo ed esteso della parola, che include anche l'aspetto sociale della personalità del paziente e di coloro che più gli sono vicini: ogni malato - specie quello neurologico - pone infatti a se stesso e alla collettività problemi specifici di comportamento".
Esistono inoltre alterazioni del comportamento non collegate con lesioni anatomiche o biochimiche del sistema nervoso centrale bensì soltanto con difetti od errori di apprendimento: di esse si occupano - o si dovrebbero
occupare - le scienze dell'apprendimento e dell'educazione. Ad esempio, molto spesso vengono diagnosticate come «psicosi» alterazioni gravi del comportamento derivanti da un fitto intreccio di fobie sovrapposte, sciogliendo pazientemente le quali - mediante opportuni decondizionamenti - il soggetto può riconquistare la propria libertà di scelta e di movimento, insieme ad un più giusto rapporto con se stesso e con gli altri.
(A. Bernardoni, )
La NeuroPedagogia gode dell'apporto di discipline che si occupano dello studio dei rapporti tra emozioni e coscienza, dei processi di condizionamento e di decondizionamento (studiati da Ivan Pavlov e approfonditi da Antonietta Bernardoni), di pensieri inconsapevoli (meglio definibili, secondo Steven Rose, non come "inconsci", ma come pensieri del cervello che la mente non ha ancora pensato) e dell'educazione secondo Edgar Morin.
La NeuroPedagogia è una scienza che, occupandosi di una mente intesa come "idea del corpo", di "una mente più vasta del cervello" intende superare, dopo quello tra cervello e mente, il dualismo tra mente e psiche. Infatti secondo Ermanno Tarracchini, la neuropedagogia, soprattutto nella sua accezione antropoevolutiva, si pone, grazie ad una visione non deterministica e riduzionistica dell'interazione organismo/ambiente  -  come valido strumento etico, pedagogico e neuroscientifico per il superamento delle scienze della psiche.
È possibile individuare un filo conduttore che collega le esperienze educative di grandi pedagogisti del passato alle più recenti scoperte nel campo delle neuroscienze, infatti, alcune importanti intuizioni, frutto dell’osservazione scientifica e delle esperienze sul campo riguardo ai processi attraverso i quali la persona acquisisce la propria conoscenza del mondo e matura la coscienza e la personalità, compiute da medici come Itard e Séguin e che furono poi ripresi ed approfonditi dalle ricerche sull’infanzia di Maria Montessori (pedagogia scientifico-antropologica), passando per le esperienze di grandi pedagogisti quali Olvide Decroly e Célestine Freinet, rappresentano per gli attuali educatori la traccia di un percorso che non si è mai arrestato e che oggi trova conferme negli studi di importanti neuroscienziati quali Antonio Damasio, Leonardo Fogassi e Giacomo Rizzolatti. I temi della conoscenza e della coscienza si intrecciano quali importantissimi ambiti di ricerca educativa, neurobiologica e neurofisiologica che richiede la necessità di un nuovo approccio, un nuovo paradigma pedagogico che si caratterizza per l’apporto scientifico-esperienziale di una nuova scienza frutto della dialettica del biologico e del sociale, la neuropedagogia.